# Gor Szudzsján
Gor Szudzsján (örményül: Գոռ Սուջյան), (Jereván, 1987. július 25. –) örmény énekes és dalszerző. 2013. január 21-én jelentette be az örmény műsorsugárzó, az AMPTV, hogy ő fogja képviselni az egy év kihagyás után visszatérő Örményországot a 2013-as Eurovíziós Dalfesztiválon, Malmőben. Dalát egy nemzeti döntő keretein belül, 2013. március 2-án választották ki.